# تپه چغا هلشی
تپه چغا هلشی مربوط به دوره نوسنگی است و در شهرستان ایوان، بخش مرکزی، روستای متروکه هلشی واقع شده و این اثر در تاریخ ۹ اردیبهشت ۱۳۸۲ با شمارهٔ ثبت ۸۴۵۳ به‌عنوان یکی از آثار ملی ایران به ثبت رسیده است.